# Hospital Ignace Deen
El Hospital Ignace Deen (en francés: Hôpital Ignace Deen) es un hospital en Conakri, Guinea, construido durante la era colonial. Un informe publicado en 2011 describe condiciones miserables, con atención de mala calidad. Durante la campaña electoral en octubre de 2010, el hospital recibió varias decenas de partidarios del candidato presidencial Alpha Condé, que al parecer sufrieron de envenenamiento. Más tarde se recuperaron después de un tratamiento realizado por los médicos tradicionales.
El Hospital Ignace Deen, originalmente llamado el Hôpital Ballay, fue construido durante la época de gobierno francés en el casco antiguo. El hospital se encuentra junto al Museo Nacional.